# Zemst
Zemst est une commune néerlandophone de Belgique située en Région flamande dans la province du Brabant flamand.
Située entre Vilvorde et Malines et à 20 km de Bruxelles, Zemst regroupe les anciennes communes d'Eppegem, Elewijt, Hofstade, Weerde et Zemst.
La commune est bordée par l'autoroute E19 qui traverse l'Europe du Nord au sud. Elle est également traversée par la N1, première route nationale créée en Belgique (reliant Bruxelles à Bréda, via Malines et Anvers) ainsi que par la plus ancienne ligne de chemin de fer du pays (ligne Bruxelles-Malines).
Hofstade est connue pour son domaine provincial, qui abrite le centre du BLOSO (équivalent flamand de l'Adeps), sa « plage », ainsi que le musée du sport. Il ne faut pas confondre Hofstade avec Hofstade section locale de la commune d'Alost.

## Sections de la commune
| # | Section  | Superf. (km²) | Habitants (2020) | Habitants par km² | Code INS |
| - | -------- | ------------- | ---------------- | ----------------- | -------- |
| 1 | Zemst    | 18,12         | 5.831            | 322               | 23096A   |
| 2 | Elewijt  | 6,47          | 5.187            | 802               | 23096D   |
| 3 | Eppegem  | 8,51          | 4.548            | 535               | 23096E   |
| 4 | Hofstade | 5,94          | 4.844            | 815               | 23096B   |
| 5 | Weerde   | 4,19          | 2.848            | 680               | 23096C   |

### Localités
- Zemst: Zemst-Laar et Zemst-Bos

## Histoire
Le propriétaire du moulin de Weerde était le bourgmestre et sénateur Henri François Stiellemans (Bruxelles, 14 mars 1794 - 24 avril 1871).
Le 25 août 1914, l'armée impériale allemande exécute 14 civils et détruit 40 bâtiments lors des atrocités allemandes commises au début de l'invasion. L'unité mise en cause est le 12e RIR- Régiment d'Infanterie de Réserve-.

### Héraldique
|  | La commune possède des armoiries qui lui ont été octroyées le 5 mars 1954 et à nouveau le 25 juin 1981. Elles sont identiques aux armoiries de Filip, marquis de Bergen op Zoom. Il était prince de Berghes et de Grimbergen. Le village de Zemst appartenait à Berg-op-Zoom, maintenant aux Pays-Bas et le conseil communal a utilisé les armoiries d marquis sur son sceau aux XVIIe et XVIIIe siècles. Après la fusion en 1977, la commune a continué à utiliser les armoiries plus anciennes de Zemst, identiques à celles de Weerde. Blasonnement : De gueules à deux flèches d’or passées en sautoir, les pointes en bas, armées et empennées d’argent. (Traduction libre) - Délibération communale : 26 février 1981 - Arrêté royal : 25 juin 1981 - Moniteur belge : 3 octobre 1981 (sans le blasonnement) et 4 janvier 1995 Source du blasonnement : Heraldy of the World. |

## Démographie

### Démographie: avant la fusion des communes
- Source : DGS recensements population.

### Démographie: commune fusionnée
En tenant compte des anciennes communes entraînées dans la fusion de communes de 1977, on peut dresser l'évolution suivante :
Les chiffres des années 1831 à 1970 tiennent compte des chiffres des anciennes communes fusionnées.
- Source : DGS, de 1831 à 1981 = recensements population ; à partir de 1990 = nombre d'habitants chaque 1er janvier.

## Monuments

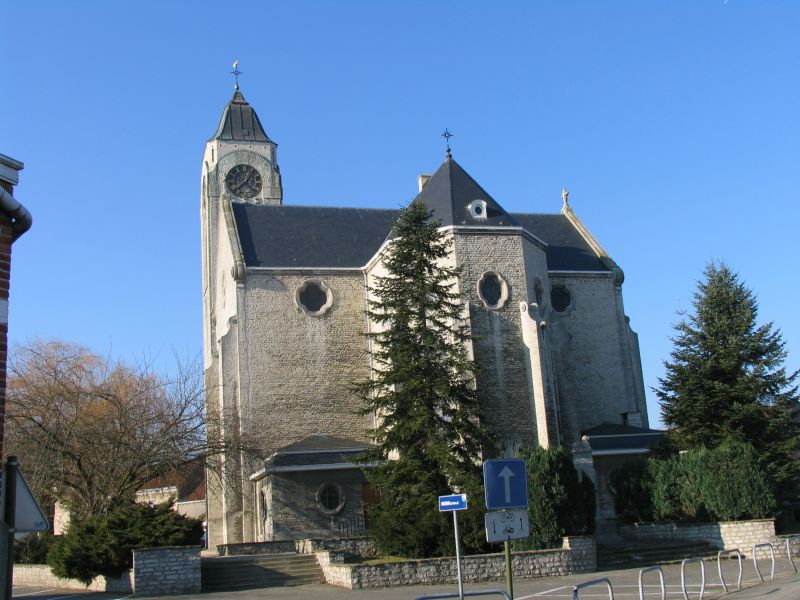
Église Sint-Pieters
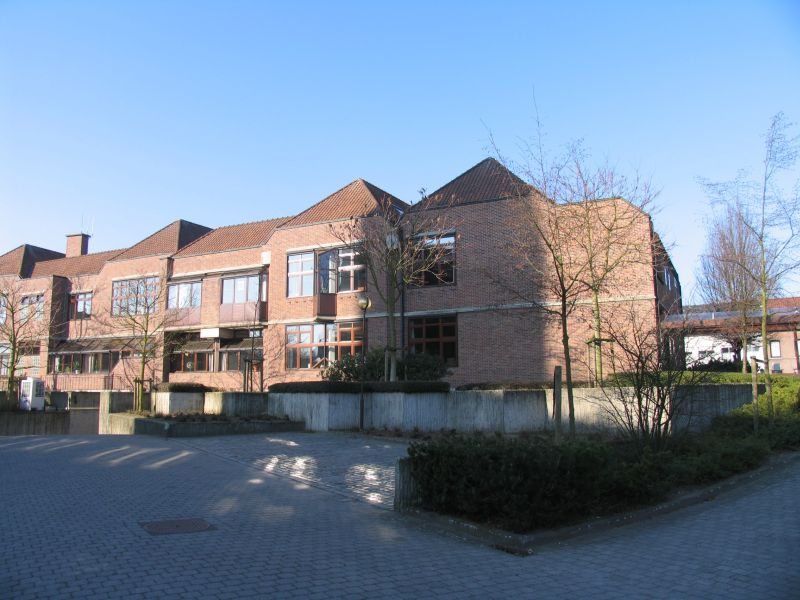
Maison communale de Zemst
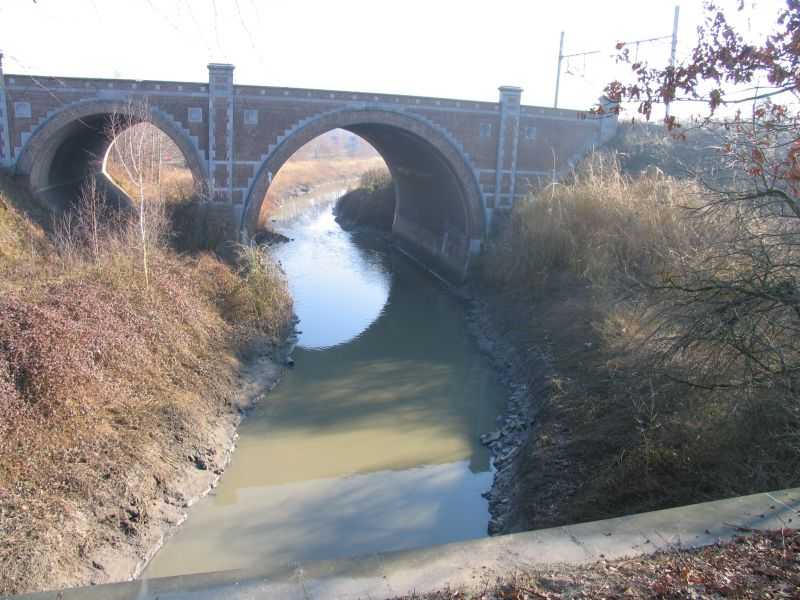
La Senne
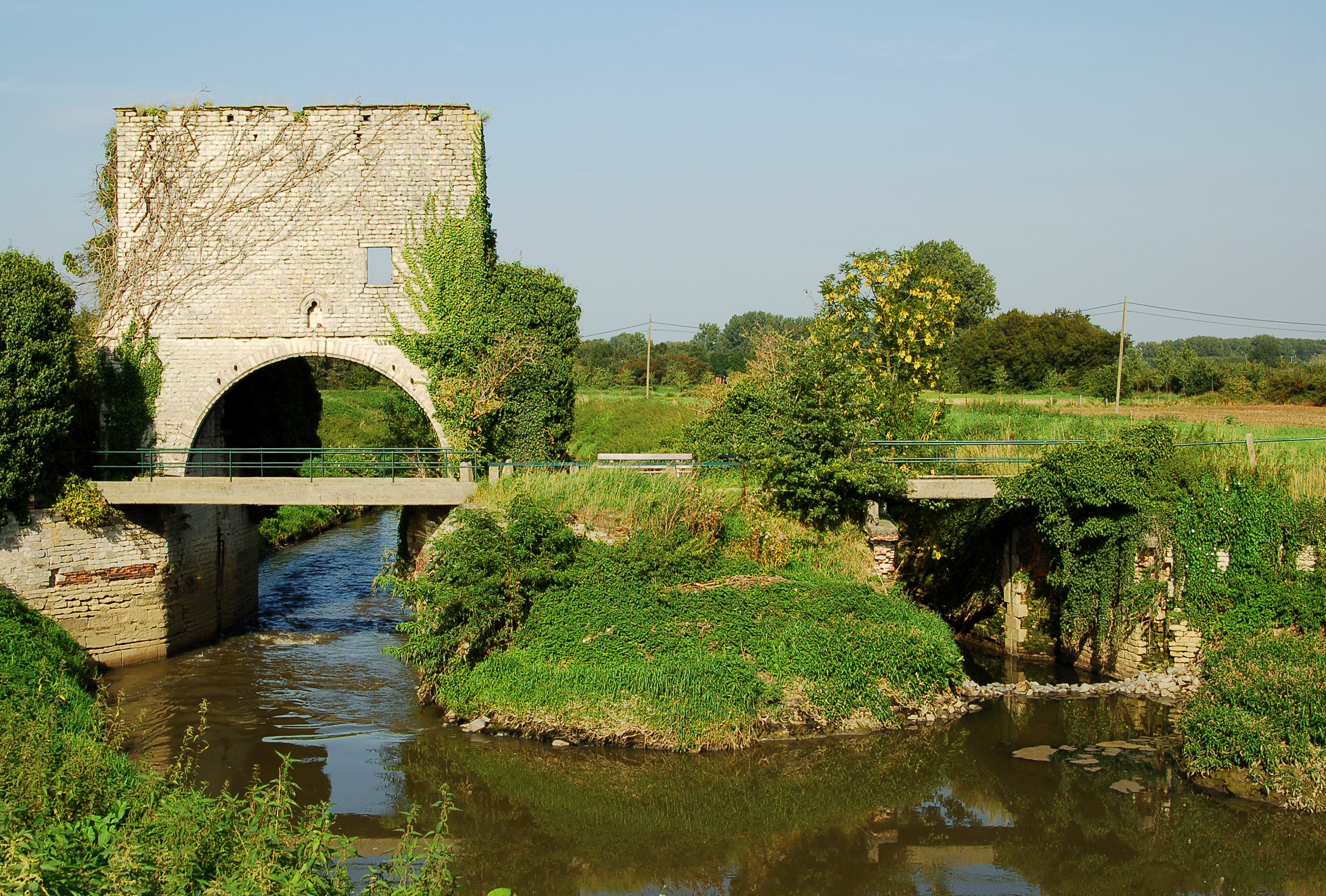
Tour d'écluse médiévale sur la Senne, à hauteur de Weerde
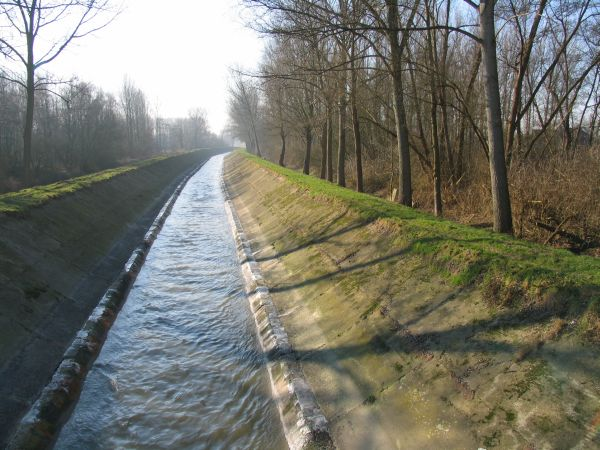
Le Leibeek
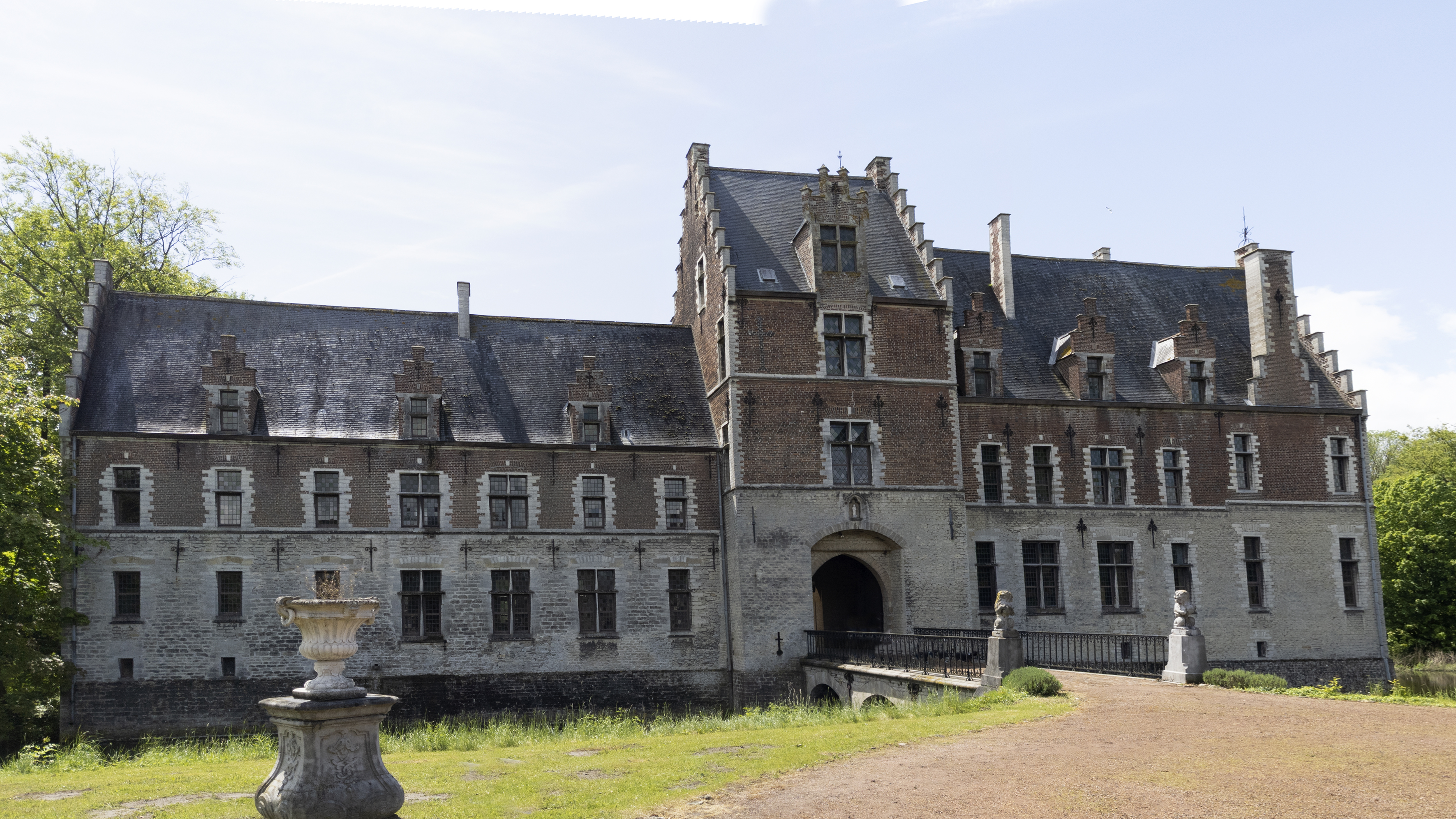
Château de Rubens (Elewijt)